# Francesizzazione dei toponimi dei comuni del Nizzardo
La francesizzazione dei toponimi dei comuni del Nizzardo fu il processo, imposto dalle autorità francesi, di sostituzione dei toponimi ufficiali italiani con nomi francesizzati per i 101 comuni dell'ex Contea di Nizza che andarono a formare l'arrondissement di Nizza dopo l'annessione di questa alla Francia nel 1860 (per alcuni territori nel 1947).
| Nome italiano            | Nome francese                            | Nome occitano (grafia classica)         | Nome occitano (grafia mistralenca)        | Note |
| ------------------------ | ---------------------------------------- | --------------------------------------- | ----------------------------------------- | --- |
| Ascros                   | Ascros                                   | Als Cròcs                               | As Cros                                   | Uso del nome italiano. In italiano veniva usato anche Scroso. |
| Aspromonte di Nizza      | Aspremont                                | Aspermont                               | Aspermount                                | |
| Auvara                   | Auvare                                   | Auvara                                  | Auvaro                                    | |
| Bairols                  | Bairols                                  | Bairòls                                 | Boirouòs                                  | Uso del nome italiano. |
| Belvedere                | Belvédère                                | Barver                                  | Barver                                    | Uso del nome italiano, con diacritiche francesi. |
| Berra                    | Berre-les-Alpes                          | Berra                                   | Berra                                     | Fino al 1997 Berre. |
| Boglio                   | Beuil                                    | Buelh                                   | Buelhe                                    | |
| Bollena                  | La Bollène-Vésubie                       | La Bolena                               | La Bouleno                                | |
| Bonsone                  | Bonson                                   | Bonson                                  | Bonsoù                                    | Uso del nome occitano. |
| Breglio                  | Breil-sur-Roya                           | Brelh                                   | Briei                                     | In italiano veniva usato anche Breglio sul Roia. Nel 1947 sono state annesse le frazioni di Piena e Libri, staccate dal comune di Olivetta San Michele (IM).                                                                     |
| Briga Marittima          | La Brigue                                | Ra Briga                                | Ra Briga                                  | Fino al 1947 in provincia di Cuneo. Dal 1947 al 1976 La Brigue de Nice. |
| Castellaro               | Castellar                                | Castelar                                | Ou Cashtelà                               | |
| Castelnuovo Villavecchia | Châteauneuf-Villevieille                 | Casternòu Vilavielha                    | Casternòu Vilavielha                      | |
| Castelnuovo d'Entraunes  | Châteauneuf-d'Entraunes                  | Chasternòu d'Entraunas                  | Chasternòu d'Entròunos                    | |
| Castiglione di Mentone   | Castillon                                | Castilhon                               | Castilhoun                                | |
| Clanzo                   | Clans                                    | Clanç                                   | Clans                                     | Uso del nome occitano. |
| Coarazza                 | Coaraze                                  | Coarasa                                 | Couarasa                                  | |
| Contes                   | Contes                                   | Còntes                                  | Contes                                    | Uso del nome italiano. |
| Cuebris                  | Cuébris                                  | Cuèbris                                 | Cuèbri                                    | Uso del nome italiano, con diacritiche francesi. |
| Daluis                   | Daluis                                   | Daluís                                  | Daluís                                    | |
| Drappo                   | Drap                                     | Drap                                    | Drap                                      | |
| Duranus                  | Duranus                                  | Duranús                                 | Duranús                                   | Uso del nome italiano. In italiano veniva usato anche Duranuzzo. |
| Entraunes                | Entraunes                                | Entraunas                               | Entròunos                                 | |
| Eza                      | Èze                                      | Esa                                     | Esa                                       | |
| Falicone                 | Falicon                                  | Falicon                                 | Falicoun                                  | Uso del nome occitano. |
| Giletta                  | Gilette                                  | Gileta                                  | Gilèta                                    | |
| Gorbio                   | Gorbio                                   | Gòrbs                                   | Gouòs                                     | Uso del nome italiano. |
| Guillaumes               | Guillaumes                               | Guilhèumes                              | Guihèume                                  | |
| Illonza                  | Ilonse                                   | Ilònça                                  | Ilonso                                    | |
| Isola                    | Isola                                    | Liéusola                                | Líusoulo                                  | Uso del nome italiano. Nel 1976 venne fondata la località sciistica di Isola 2000. |
| La Croix                 | La Croix-sur-Roudoule                    | Lantosca                                | Lantousco                                 | |
| La Penna                 | La Penne                                 | La Pena                                 | La Peno                                   | |
| La Torre                 | La Tour                                  | La Torre                                | La Tourre                                 | |
| Lantosca                 | Lantosque                                | Lantosca                                | Lantousco                                 | |
| Levenzo                  | Levens                                   | Levenç                                  | Leven(s)                                  | |
| Lieucia                  | Lieuche                                  | Lieucha                                 | Liucho                                    | |
| Lucerame                 | Lucéram                                  | Luceram                                 | Luceram                                   | |
| Malaussena               | Malaussène                               | Malaussena                              | Malausseno                                | |
| Maria                    | Marie                                    | Mariá                                   | Mariò                                     | |
| Massoins                 | Massoins                                 | Massoïns                                | Massoui(ns)                               | |
| Mentone                  | Menton                                   | Menton                                  | Mentan                                    | Fino al 1848 parte del Principato di Monaco, poi parte delle Città libere di Mentone e Roccabruna fino al 1849 e successivamente parte della Contea di Nizza fino al 1860.                                                       |
| Molinetto                | Moulinet                                 | Morinhet                                | Ou Mourignet                              | |
| Nizza                    | Nice                                     | Niça                                    | Nissa                                     | In italiano venivano usati anche Nizza Marittima e Nizza di Provenza per non confonderla con Nizza Monferrato (AT). |
| Peglio Marittimo         | Peille                                   | Pelha                                   | Pelha                                     | |
| Peglione                 | Peillon                                  | Pelhon                                  | Pelhoun                                   | |
| Peona                    | Péone                                    | Pèuna                                   | Pèuno                                     | |
| Pierlas                  | Pierlas                                  | Pièrlas                                 | Pièrlos                                   | Uso del nome italiano. |
| Pietrafuoco              | Pierrefeu                                | Pèirafuec                               | Peirafuec                                 | |
| Poggetto Rostang         | Puget-Rostang                            | Lo Poget Rostanh                        | Lou Pouget Roustan                        | |
| Poggetto Theniers        | Puget-Théniers                           | Lo Poget Teniás                         | Lou Pouget Tenié(s)                       | In italiano veniva usato anche Poggetto Tenieri. |
| Rigaud                   | Rigaud                                   | Rigaud                                  | Rigaut                                    | Uso del nome italiano. |
| Rimplas                  | Rimplas                                  | Rimplàs                                 | Rimplàs                                   | Uso del nome italiano. |
| Robione                  | Roubion                                  | Robion                                  | Roubiu                                    | |
| Roccabigliera            | Roquebillière                            | Rocabilhiera                            | Roucabilhero, Recabilhero                 | In italiano veniva usato anche Roccabellera. |
| Roccabruna               | Roquebrune-Cap-Martin                    | Ròcabruna (Cab Martin)                  | Roca-bruna (Cab Martin)                   | In italiano veniva usato anche Roccabruna sul Capo Martino. Fino al 1848 parte del Principato di Monaco, poi parte delle Città libere di Mentone e Roccabruna fino al 1849 e successivamente della Contea di Nizza fino al 1860. |
| Roccasterone             | Roquesteron                              | Roquesteron, Sa Ròca de Savòia          | Rouquesteroun, Sa Roco de Savoio          | |
| Rocchetta San Martino    | La Roquette-sur-Var, Saint-Martin-du-Var | Sa Roqueta de Var, Sant Martin de Var   | Sa Rouqueta de Var, Sant Martin de Var    | |
| Rora                     | Roure                                    | Rora                                    | Rouro                                     | |
| San Biagio               | Saint-Blaise                             | Sant Blai                               | Sant Blai                                 | |
| San Dalmazzo Selvaggio   | Saint-Dalmas-le-Selvage                  | Sant Darmatz lo Servatge                | Sant Darmàs lou Servage                   | In italiano veniva usato anche San Dalmazzo Selvatico. |
| Saint-Léger              | Saint-Léger                              | Sant Leugier                            | Sant Leugié                               | |
| San Martino d'Entraunes  | Saint-Martin-d'Entraunes                 | Sant Martin d'Entraunas                 | Sant Martin d'Entròunos                   | In italiano veniva usato anche il nome francese Saint-Martin-d'Entraunes |
| San Martino Lantosca     | Saint-Martin-Vésubie                     | Sant Martin de Lantosca                 | Saun Martì de Lantousco                   | |
| San Salvatore di Tinea   | Saint-Sauveur-sur-Tinée                  | Sant Sarvaor                            | Sant Sarvòu(r)                            | |
| Sant'Agnes               | Sainte-Agnès                             | Santa Anh                               | Sant Agne                                 | |
| Sant'Andrea di Nizza     | Saint-André-de-la-Roche                  | Sant Andrieu                            | Sant Andriu                               | |
| Sant'Antonino            | Saint-Antonin                            | Sant Antonin                            | Sant Antounì                              | |
| Santo Stefano di Tinea   | Saint-Étienne-de-Tinée                   | Sant Estève d'en Tiniá                  | Sant Esteve d'en Tignò                    | |
| Saorgio                  | Saorge                                   | Saorj                                   | Saëj                                      | |
| Sauze                    | Sauze                                    | Sauve                                   | Sauve                                     | Uso del nome italiano. |
| Scarena                  | L'Escarène                               | L'Escarea                               | L'Escarea                                 | |
| Sigalla                  | Sigale                                   | Sigala, Sijala                          | Sigalo, Sijalo                            | |
| Sospello                 | Sospel                                   | Suspèr                                  | Susper                                    | |
| Tenda                    | Tende                                    | Tenda                                   | Tenda                                     | Fino al 1947 in provincia di Cuneo. |
| Thiery                   | Thiéry                                   | Tièri                                   | Tièri                                     | |
| Todone                   | Toudon                                   | Todon                                   | Toudoù                                    | |
| Toetto Scarena           | Touët-de-l'Escarène                      | Toet                                    | Touet                                     | |
| Toetto di Boglio         | Touët-sur-Var                            | Lo Toit                                 | Lou Toui                                  | In italiano veniva usato anche Toetto sul Varo. |
| Tornaforte               | Tournefort                               | Tornafòrt                               | Tournafouòrt                              | |
| Torretta Levenzo         | Tourrette-Levens                         | Torreti de Levenç                       | Tourreti (de) Levens                      | |
| Torretta Revest          | Tourette-du-Château, Revest-les-Roches   | Torreti de'n Castèu, So Revèst dei Ròas | Tourreti de'n Casteu, Sou Revèst dei Roco | |
| Trinità Vittorio         | La Trinité                               | La Ternitat Victor                      | La Ternità Vitour                         | In italiano fino al 1860 veniva denominata Trinità Vittorio in onore del re di Sardegna Vittorio Emanuele I di Savoia. |
| Turbia                   | La Turbie                                | A Torbia                                | A Tourbia                                 | |
| Utelle                   | Utelle                                   | Uèls                                    | Uels                                      | Uso del nome italiano. |
| Valdiblora               | Valdeblore                               | Val de Blora                            | Val de Blouro                             | |
| Venanzone                | Venanson                                 | Venançon                                | Venansoù                                  | |
| Villafranca Marittima    | Villefranche-sur-Mer                     | Vilafranca                              | Villafranca                               | |
| Villanuova d'Entraunes   | Villeneuve d'Entraunes                   | Vilanòva d'Entraunas                    | Vilanouòvo d'Entròunos                    | |
| Villars                  | Villars-sur-Var                          | Vilar                                   | Vilar                                     | |